# 操竹友
操竹友（1902年2月—1967年10月1日），安徽怀宁人，中华民国大陆时期政治人物。

## 生平
操竹友1902年2月出生于安徽省怀宁县。民国13年（1924年）至民国15年（1926年）曾任《安徽通俗教育报》记者，并参加中国国民党，建立安徽省第一个党支部。1926年，操离开报社来到上海策划组织暴动响应北伐战争。1927年“三二三事件”爆发后，任国民革命军第三十三军第一师政治部总务科长，不久前往武汉加入中国共产党。1932年，由章伯钧介绍，加入中国农工民主党，任福建人民政府秘书室机关秘书。民国27年（1938年）秋季担任青阳县县长，1939年7月因拒捕中共党员方向明而被免职。1946年加入中国民主同盟。1947年调任宁国县长。1948年调任当涂县长。1949年任贵池县县长。1950年任芜湖市政协副秘书长、中国农工民主党芜湖市工委会代理主委。1954年，他调任农工党合肥市工委委员，兼组织处长。
1957年9月17日，操竹友被点名为右派分子。1958年4月，因其历史问题被安徽省公安机关逮捕，1960年6月被判处有期徒刑并缓期执行。1967年10月1日病逝于合肥。

## 评价
操竹友虽然曾担任过国民党官员，但他几乎没有做过任何一件有损人民利益的事。1938年10月底，日本军队占领贵池后即大举进攻青阳。操竹友组建青阳县抗日人民自卫队，接收青阳境内的中共党员方向明、刘美钟，分别担任政委、教官。在大通青阳战斗中，青阳县抗日人民自卫队曾抵挡日军的进攻。1947年担任宁国县长期间，他保护中共党员余华到达浙皖边界进行工作，但不久带领军队杀害几十名中共党员和群众。1949年4月，在中国人民解放军发动渡江战役时，他与解放军里应外合，使贵池县城迅速得到解放。

## 后续
1980年11月，中共安徽省委统战部对操竹友档案进行复查，按国民党投诚人士处理。不久恢复其名誉。